# Vild med dans (sæson 2)
Den anden sæson af Vild med dans blev sendt den 16. september 2005 og finalen fandt sted den 18. november. Peter Hansen og Andrea Elisabeth Rudolph var for anden gang værter, mens der var en udskiftning i dommerpanelet; Kim Dahl blev erstattet af danser Thomas Evers Poulsen. Modsat den tidligere sæson var der denne gang ti par og ikke kun syv.

## Par
| Kendt            | Profession    | Danser              | Status     |
| ---------------- | ------------- | ------------------- | ---------- |
| Kim Milton       | Fodbolddommer | Ann Wilson          | Ude        |
| Mayianne Dinesen | Radio-vært    | Lars Christensen    | Ude        |
| Zindy Laursen    | Sangerinde    | Tobias Karlsson     | Ude        |
| Peter Mygind     | Skuespiller   | Mie Moltke          | Ude        |
| Birthe Kjær      | Sangerinde    | Bo Loft Jensen      | Udgik      |
| Allan Olsen      | Skuespiller   | Soffie Dalsgaard    | Ude        |
| Bettina Aller    | Bladdronning  | René Christensen    | Ude        |
| Sisse Fisker     | Tv-vært       | Steen Lund          | Ude        |
| Eskild Ebbesen   | Letvægtsroer  | Marianne Eihilt     | Andenplads |
| David Owe        | Skuespiller   | Vickie Jo Ringgaard | Vindere    |

## Resultater
| Par               | Plads | 1  | 2  | 1+2 | 3  | 4  | 5  | 6  | 7  | 6+7 | 8        | 9        | 10           |
| ----------------- | ----- | -- | -- | --- | -- | -- | -- | -- | -- | --- | -------- | -------- | ------------ |
| David & Vickie Jo | 1     | 26 | 27 | 53  | 29 | 31 | 30 | 25 | 32 | 57  | 28+29=57 | 36+40=76 | 39+37+40=116 |
| Eskild & Marianne | 2     | 27 | 21 | 48  | 28 | 26 | 31 | 26 | 31 | 57  | 35+33=68 | 39+38=77 | 39+38+39=116 |
| Sisse & Steen     | 3     | 20 |    |     | 25 | 19 | 27 | 23 | 25 | 48  | 29+29=58 | 31+31=62 |              |
| Bettina & René    | 4     | 18 | 22 | 40  | 23 | 31 |    | 30 | 32 | 62  | 30+31=61 |          |              |
| Allan & Soffie    | 5     | 22 |    |     | 20 | 21 |    | 24 | 27 | 51  |          |          |              |
| Birthe & Bo       | 6     | 21 | 27 | 48  | 22 |    | 32 | —  |    |     |          |          |              |
| Peter & Mie       | 7     | 24 | 22 | 46  | 22 | 28 | 24 |    |    |     |          |          |              |
| Zindy & Tobias    | 8     | 16 | 24 | 40  | 16 | 26 |    |    |    |     |          |          |              |
| Mayianne & Lars   | 9     | 22 | 14 | 36  | 20 |    |    |    |    |     |          |          |              |
| Kim & Ann         | 10    | 13 | 13 | 26  |    |    |    |    |    |     |          |          |              |

Nøgle
     indikerer parret, der fik førstepladsen
     indikerer parret, der fik andenpladsen
     indikerer parret, der fik tredjepladsen
     indikerer parret, der var i omdans, men gik videre
     indikerer parret, der udgik
     indikerer det første par, der blev stemt ud
     indikerer parret, der er fredet i denne episode.
Grønne tal indikerer de højeste point for hver uge
Røde tal indikerer de laveste point for hver uge

### Gennemsnit
| Plads ift. gennemsnit | Plads | Par               | Total | Antal danse | Gennemsnit |
| --------------------- | ----- | ----------------- | ----- | ----------- | ---------- |
| 1                     | 2     | Eskild & Marianne | 451   | 14          | 32,2       |
| 2                     | 1     | David & Vickie Jo | 449   | 14          | 32,1       |
|                       | 3     | Sisse & Steen     |       | 11          |            |
|                       | 4     | Bettina & René    |       | 9           |            |
|                       | 5     | Allan & Soffie    |       | 7           |            |
|                       | 6     | Birthe & Bo       |       | 5           |            |
| ?                     | 7     | Peter & Mie       | 120   | 5           | 24,0       |
| ?                     | 8     | Zindy & Tobias    | 82    | 4           | 20,5       |
| ?                     | 9     | Mayianne & Lars   | 56    | 3           | 18,6       |
| ?                     | 10    | Kim & Ann         | 26    | 2           | 13,0       |

## Danse og sange

### Uge 1: Premiere
| Nummer | Par               | Dans        | Musik                                         | Evers | Laxholm | Werner | Bendixen | Point |
| ------ | ----------------- | ----------- | --------------------------------------------- | ----- | ------- | ------ | -------- | ----- |
| 1      | Kim & Ann         | Cha-cha-cha | Think — Aretha Franklin                       |       |         |        |          | 13    |
| 2      | Zindy & Tobias    | Vals        | Earth Song — Michael Jackson                  | 4     | 4       | 4      | 4        | 16    |
| 3      | Allan & Soffie    | Cha-cha-cha | Takes Two to Tango — Raul Malo/ Shelby Lynne  |       |         |        |          | 22    |
| 4      | Birthe & Bo       | Vals        | Right Next to the Right One — Tim Christensen |       |         |        |          | 21    |
| 5      | David & Vickie Jo | Cha-cha-cha | Pata Pata — Miriam Makeba                     | 7     | 7       | 6      | 6        | 26    |
| 6      | Bettina & René    | Vals        | Tennessee Waltz — Eva Cassidy                 |       |         |        |          | 18    |
| 7      | Sisse & Steen     | Cha-cha-cha | Hound Dog                                     |       |         |        |          | 20    |
| 8      | Eskild & Marianne | Vals        | Love Ain't Here Anymore — Take That           |       |         |        |          | 27    |
| 9      | Mayianne & Lars   | Cha-cha-cha | Kiss — Prince                                 |       |         |        |          | 22    |
| 10     | Peter & Mie       | Vals        | It You Go Away — Dusty Springfield            |       |         | 7      |          | 24    |

### Uge 2
| Nummer | Par               | Dans      | Musik                                 | Evers | Laxholm | Werner | Bendixen | Point | Resultat |
| ------ | ----------------- | --------- | ------------------------------------- | ----- | ------- | ------ | -------- | ----- | -------- |
| 1      | Mayianne & Lars   | Quickstep | 9 to 5 — Dolly Parton                 |       |         |        |          | 14    | Videre   |
| 2      | Eskild & Marianne | Rumba     | Where Do I Begin — Shirley Bassey     | 6     | 5       | 5      | 5        | 21    | Videre   |
| 3      | Kim & Ann         | Quickstep | Sing, Sing, Sing — Benny Goodman      |       |         |        |          | 13    | Ude      |
| 4      | Birthe & Bo       | Rumba     | Out of Reach — Gabrielle              | 7     | 6       | 7      | 7        | 27    | Videre   |
| 5      | Allan & Soffie    | Quickstep | My Generation — The Who               |       |         |        |          |       | Videre   |
| 6      | Zindy & Tobias    | Rumba     | Sacrifice — Sinéad O'Connor           | 7     | 7       | 5      | 5        | 24    | Videre   |
| 7      | Sisse & Steen     | Quickstep | Sir Duke — Stevie Wonder              |       |         |        |          |       | Videre   |
| 8      | Peter & Mie       | Rumba     | GoldenEye — Tina Turner               |       |         |        |          | 22    | Videre   |
| 9      | David & Vickie Jo | Quickstep | Dancing Fool fra The Mask             |       |         |        |          | 27    | Videre   |
| 10     | Bettina & René    | Rumba     | Perhaps, Perhaps, Perhaps — Doris Day |       |         |        |          | 22    | Videre   |

### Uge 3
| Nummer | Par               | Dans  | Musik                                                          | Evers | Laxholm | Werner | Bendixen | Point | Resultat |
| ------ | ----------------- | ----- | -------------------------------------------------------------- | ----- | ------- | ------ | -------- | ----- | -------- |
| 1      | Zindy & Tobias    | Tango | Mamma Mia — ABBA                                               |       |         |        |          | 16    | Videre   |
| 2      | Allan & Soffie    | Jive  | Just a Gigolo — David Lee Roth                                 |       |         |        |          | 20    | Videre   |
| 3      | Eskild & Marianne | Tango | Los Cosos de al Lao — Don Guan                                 |       |         |        |          | 28    | Videre   |
| 4      | Mayianne & Lars   | Jive  | Return to Sender — Elvis Presley                               |       |         |        |          | 20    | Ude      |
| 5      | Peter & Mie       | Tango | Toxic — Britney Spears                                         |       |         |        |          | 22    | Videre   |
| 6      | Sisse & Steen     | Jive  | Wake Me Up — Wham                                              |       |         |        |          | 25    | Videre   |
| 7      | Bettina & René    | Tango | Santa Maria — Gotan Project                                    |       |         |        |          | 23    | Videre   |
| 8      | David & Vickie Jo | Jive  | Do You Love Me fra More Dirty Dancing                          |       |         |        |          | 29    | Videre   |
| 9      | Birthe & Bo       | Tango | Hernando's Hideaway — Ted Heath Orchestra/The Johnson Brothers |       |         |        |          | 22    | Videre   |

### Uge 4
| Nummer | Par               | Dans      | Musik                                                  | Evers | Laxholm | Werner | Bendixen | Point | Resultat |
| ------ | ----------------- | --------- | ------------------------------------------------------ | ----- | ------- | ------ | -------- | ----- | -------- |
| 1      | Zindy & Tobias    | Pasodoble | Scott and Fran's Paso Doble fra Strictly Ballroom      |       |         |        |          | 26    | Ude      |
| 2      | Allan & Soffie    | Slowfox   | For Once in My Life — Frank Sinatra                    | 5     | 5       | 5      | 6        | 21    | Videre   |
| 3      | Eskild & Marianne | Pasodoble | El Conquistador — Ross Mitchell                        |       |         |        |          | 26    | Videre   |
| 4      | Peter & Mie       | Pasodoble | Spanish Gypsy Dance — Mantovani                        |       |         |        |          | 28    | Videre   |
| 5      | Sisse & Steen     | Slowfox   | More — Nat King Cole                                   |       |         |        | 6        | 19    | Videre   |
| 6      | Bettina & René    | Pasodoble | Malaguena — Connie Francis                             |       |         |        |          | 31    | Videre   |
| 7      | David & Vickie Jo | Slowfox   | Skibet skal sejle i nat — Gustav Winckler/Birthe Wilke |       |         |        |          | 31    | Videre   |
| 8      | Birthe & Bo       | Pasodoble | Viva España — Sylvia Vrethammar                        |       |         |        |          |       | Videre   |

### Uge 5
| Nummer | Par               | Dans  | Musik                                    | Evers | Laxholm | Werner | Bendixen | Point | Resultat |
| ------ | ----------------- | ----- | ---------------------------------------- | ----- | ------- | ------ | -------- | ----- | -------- |
| 1      | Peter & Mie       | Samba | Love Is in the Air fra Strictly Ballroom |       |         |        |          | 24    | Ude      |
| 2      | Bettina & René    | Samba | La Bamba — Trini Lopez                   |       |         |        |          |       | Videre   |
| 3      | David & Vickie Jo | Samba | Blame It on the Boogie — Jackson 5       |       |         |        |          | 30    | Videre   |
| 4      | Sisse & Steen     | Samba | Brazil — Edmundo Ros                     |       |         |        |          | 27    | Videre   |
| 5      | Birthe & Bo       | Samba | A-Tisket, A-Tasket — Ella Fitzgerald     | 8     | 8       | 8      | 8        | 32    | Videre   |
| 6      | Allan & Soffie    | Samba | Bailamos — Enrique Iglesias              |       |         |        |          |       | Videre   |
| 7      | Eskild & Marianne | Samba | Tequila — The Champs                     | 8     | 7       | 8      | 8        | 31    | Videre   |

### Uge 6
| Nummer | Par               | Dans    | Musik                                                   | Evers | Laxholm | Werner | Bendixen | Point |
| ------ | ----------------- | ------- | ------------------------------------------------------- | ----- | ------- | ------ | -------- | ----- |
| 1      | Bettina & René    | Jive    | Daddy Cool — The Darts                                  |       |         |        |          | 30    |
| 2      | Eskild & Marianne | Slowfox | My Baby Just Cares for Me — Nina Simone                 |       |         |        |          | 26    |
| 3      | Sisse & Steen     | Rumba   | Maria, Maria — Santana                                  |       |         |        |          | 23    |
| 4      | David & Vickie Jo | Tango   | Tango Jalousie — Jacob Gade                             |       |         |        |          | 25    |
| 5      | Allan & Soffie    | Vals    | You Make Me Feel Like a Natural Woman — Aretha Franklin |       |         |        |          | 24    |

### Uge 7
| Nummer       | Par               | Dans        | Musik | Evers | Laxholm | Werner | Bendixen | Point | Resultat |
| ------------ | ----------------- | ----------- | --- | ----- | ------- | ------ | -------- | ----- | -------- |
| 1            | Allan & Soffie    | Pasodoble   | Scott and Fran's Paso Doble fra Strictly Ballroom                                                                           |       |         |        |          | 27    | Ude      |
| 2            | David & Vickie Jo | Vals        | Are You Lonesome Tonight — Norah Jones                                                                                      | 8     | 8       | 8      | 8        | 32    | Videre   |
| 3            | Eskild & Marianne | Cha-cha-cha | Sway fra Shall We Dance |       |         |        |          | 31    | Videre   |
| 4            | Sisse & Steen     | Tango       | Libertango — Astor Piazzolla                                                                                                |       |         |        |          | 25    | Videre   |
| 5            | Bettina & René    | Quickstep   | I Wanna Be Like You — Louis Prima                                                                                           | 8     | 8       | 8      | 8        | 32    | Videre   |
| Børne-medley |                   |             | |       |         |        |          |       |          |
| N/A          | 5 børne-par       | Medley      | September — Earth, Wind & Fire How Deep Is Your Love — Bee Gees Copacabana — Barry Manilow Long Tall Sally — Little Richard | N/A   | N/A     | N/A    | N/A      | N/A   | N/A      |

### Uge 8: Kvartfinale
| Nummer              | Par               | Dans        | Musik                                          | Evers | Laxholm | Werner | Bendixen | Point | Resultat |
| ------------------- | ----------------- | ----------- | ---------------------------------------------- | ----- | ------- | ------ | -------- | ----- | -------- |
| 1                   | Bettina & René    | Cha-cha-cha | My First, My Last, My Everything — Barry White | 7     | 7       | 8      | 8        | 30    | Ude      |
| 2                   | Sisse & Steen     | Pasodoble   | España Cañí fra Shall We Dance                 | 8     | 7       | 7      | 7        | 29    | Videre   |
| 3                   | David & Vickie Jo | Rumba       | As — Stevie Wonder                             | 6     | 7       | 7      | 8        | 28    | Videre   |
| 4                   | Eskild & Marianne | Quickstep   | Things — Dean Martin/Nancy Sinatra             | 9     | 8       | 9      | 9        | 35    | Videre   |
| Wienervals-marathon |                   |             |                                                |       |         |        |          |       |          |
| N/A                 | Bettina & René    | Wienervals  | Dansevise — Grethe & Jørgen Ingmann            | 8     | 8       | 8      | 7        | 31    | N/A      |
| N/A                 | Sisse & Steen     | Wienervals  | Dansevise — Grethe & Jørgen Ingmann            | 7     | 7       | 7      | 8        | 29    | N/A      |
| N/A                 | David & Vickie Jo | Wienervals  | Dansevise — Grethe & Jørgen Ingmann            | 7     | 7       | 8      | 7        | 29    | N/A      |
| N/A                 | Eskild & Marianne | Wienervals  | Dansevise — Grethe & Jørgen Ingmann            | 8     | 8       | 9      | 8        | 33    | N/A      |

### Uge 9: Semifinale
| Nummer | Par               | Dans      | Musik                                             | Evers | Laxholm | Werner | Bendixen | Point | Resultat |
| ------ | ----------------- | --------- | ------------------------------------------------- | ----- | ------- | ------ | -------- | ----- | -------- |
| 1      | Sisse & Steen     | Vals      | Den allersidste dans — Peter Jorde                |       |         |        |          | 31    | Ude      |
| 1      | Sisse & Steen     | Samba     | Crazy Right Now — Beyoncé                         |       |         |        |          | 31    | Ude      |
| 2      | Eskild & Marianne | Vals      | What The World Needs Now — Dionne Warwick         | 9     | 10      | 10     | 10       | 39    | Videre   |
| 2      | Eskild & Marianne | Jive      | Two Hearts — Phil Collins                         | 10    | 9       | 10     | 9        | 38    | Videre   |
| 3      | David & Vickie Jo | Slowfox   | Alle sømænd er glade for piger — Otto Brandenburg | 10    |         |        |          | 36    | Videre   |
| 3      | David & Vickie Jo | Pasodoble | Olé España — Wolfgang Kompalka Showband           | 10    | 10      | 10     | 10       | 40    | Videre   |

### Uge 10: Finale
| Nummer | Par               | Dans        | Musik                                                | Evers | Laxholm | Werner | Bendixen | Point | Resultat   |
| ------ | ----------------- | ----------- | ---------------------------------------------------- | ----- | ------- | ------ | -------- | ----- | ---------- |
| 1      | David & Vickie Jo | Quickstep   | Dancing Fool fra The Mask                            | 9     | 10      | 10     | 10       | 39    | Vindere    |
| 1      | David & Vickie Jo | Jive        | Do You Love Me fra More Dirty Dancing                | 9     | 9       | 10     | 9        | 37    | Vindere    |
| 1      | David & Vickie Jo | Freestyle   | Go To Pieces — Del Shannon Wild Rhythm — René Froger | 10    | 10      | 10     | 10       | 40    | Vindere    |
| 2      | Eskild & Marianne | Tango       | Los Cosos de al Lao — Don Guan                       | 9     | 10      | 10     | 10       | 39    | Andenplads |
| 2      | Eskild & Marianne | Cha-cha-cha | Sway fra Shall We Dance                              | 9     | 10      | 10     | 9        | 38    | Andenplads |
| 2      | Eskild & Marianne | Freestyle   | Summer Nights/We Go Together fra Grease              | 9     | 10      | 10     | 10       | 39    | Andenplads |
| N/A    | De alle ti par    | Fællesdans  | Love Is in the Air fra Strictly Ballroom             | N/A   | N/A     | N/A    | N/A      | N/A   | N/A        |